# Unterseeboot 168
L'Unterseeboot 168 (ou U-168) est un sous-marin allemand (U-Boot) de type IX.C/40 utilisé par la Kriegsmarine pendant la Seconde Guerre mondiale.

## Historique
Mis en service le 10 septembre 1942, l'Unterseeboot 168 reçoit sa formation à Stettin en Pologne au sein de la 4. Unterseebootsflottille, il est affecté dans une formation de combat à Lorient en France dans la 2. Unterseebootsflottille. Avec l'avancée des forces alliées en France et avant la reddition de la poche de Lorient en septembre 1944, il est réaffecté dans la 33. Unterseebootsflottille à Flensbourg.
Il quitte le port de Kiel pour sa première patrouille le 9 mars 1943 sous les ordres du Kapitänleutnant Helmuth Pich. Après 71 jours en mer, il rejoint la base sous-marine de Lorient qu'il atteint le 18 mai 1943.
L'Unterseeboot 168 a effectué 4 patrouilles dans lesquelles il a coulé 2 navires de commerces pour un total de 6 568 tonneaux, 1 navire de guerre auxiliaire de 1 440 tonneaux et a endommagé 1 navire de 9 804 tonneaux au cours de ses 252 jours en mer.
Sa quatrième patrouille le fait partir du port de Batavia aux Indes néerlandaises le 5 octobre 1944 toujours sous les ordres du Kapitänleutnant Helmuth Pich. Après 2 jours en mer, l'U-168 est coulé le 6 octobre 1944 à 1h30,  dans la mer de Java par une torpille à la suite d'une attaque du sous-marin de la marine royale néerlandaise HrMs Zwaardvisch.
 
23 hommes d'équipage sur les 50 meurent dans cette attaque.
Il repose au fond de la mer dans la baie de Rembang, à la position géographique de 6° 20′ S, 111° 28′ E. L'épave a été retrouvée en 2013.

## Affectations successives
- 4. Unterseebootsflottille du 10 septembre 1942 au 28 février 1943 (entrainement)
- 2. Unterseebootsflottille du 1er mars 1943 au 30 septembre 1944 (service actif)
- 33. Unterseebootsflottille du 1er au 6 octobre 1944 (service actif)

## Commandement
- Kapitänleutnant Helmuth Pich  du 10 septembre 1942 au 6 octobre 1944

## Patrouilles
|       | Commandant          | Départ          | Départ  | Arrivée          | Arrivée | Jours     | Succès   |
| ----- | ------------------- | --------------- | ------- | ---------------- | ------- | --------- | -------- |
| 1     | Kptlt. Helmuth Pich | 9 mars 1943     | Kiel    | 18 mai 1943      | Lorient | 71 jours  |          |
| 2     | Kptlt. Helmuth Pich | 3 juillet 1943  | Lorient | 11 novembre 1943 | Penang  | 132 jours | 2 183    |
|       | Kptlt. Helmuth Pich | 28 janvier 1944 | Penang  | 3 février 1944   | Penang  | 7 jours   |          |
| 3     | Kptlt. Helmuth Pich | 7 février 1944  | Penang  | 24 mars 1944     | Batavia | 47 jours  | 15 629   |
| 4     | Kptlt. Helmuth Pich | 5 octobre 1944  | Batavia | 6 octobre 1944   | Coulé   | 2 jours   |          |
| Total | Total               | Total           | Total   | Total            | Total   | 252 jours | 17 812 t |

Note : Kptlt. = Kapitänleutnant

### Opérations Wolfpack
L'U-168 a opéré avec les Wolfpacks (meute de loups) durant sa carrière opérationnelle :
1. Seeteufel (21 mars 1943 - 30 mars 1943)
2. Löwenherz (1er avril 1943 - 10 avril 1943)
3. Lerche (10 avril 1943 - 15 avril 1943)
4. Specht (21 avril 1943 - 4 mai 1943)
5. Fink (4 mai 1943 - 6 mai 1943)

## Navires coulés
L'Unterseeboot 168 a coulé 2 navires de commerces pour un total de 6 568 tonneaux, 1 navire de guerre auxiliaire de 1 440 tonneaux et a endommagé 1 navire marchand de 9 804 tonneaux au cours de ses 4 patrouilles (252 jours en mer) qu'il effectua.
| Date            | Nom                    | Nationalité     | Tonnage (GRT) | Fait      |
| --------------- | ---------------------- | --------------- | ------------- | --------- |
| 2 octobre 1943  | Haiching               | Grande-Bretagne | 2 183         | Coulé     |
| 14 février 1944 | HMS Salviking          | Grande-Bretagne | 1 440         | Coulé     |
| 15 février 1944 | Epanindas C. Embinicos | Grèce           | 4 385         | Coulé     |
| 21 février 1944 | Fenris                 | Norvège         | 9,804         | Endommagé |

### Référence
1. ↑  « Un sous-marin allemand de la Seconde Guerre mondiale retrouvé au large de l'Indonésie », sur La Dernière Heure/Les Sports, 21 novembre 2013 (consulté le 24 novembre 2013)
2. ↑  http://uboat.net/boats/successes/u168/html

### Source
- (en) Cet article est partiellement ou en totalité issu de l’article de Wikipédia en anglais intitulé « German submarine U-168 » (voir la liste des auteurs).